# 3561 Devine
3561 Devine је астероид. Приближан пречник астероида је 32,74 ,
а средња удаљеност астероида од Сунца износи 3,958 астрономских јединица (АЈ).
Инклинација (нагиб) орбите у односу на раван еклиптике је 9,681 степени, а орбитални период износи 2877,111 дана (7,877 година). Ексцентрицитет орбите астероида износи 0,127.
Апсолутна магнитуда астероида износи 10,70 а геометријски албедо 0,086.
Астероид је откривен 18. априла 1983. године.